# Premiership Rugby
A Premiership Rugby (Gallagher Premiership por razões de patrocínio) é a primeira divisão do campeonato de Rugby Union da Inglaterra. Criada em 1987, conta atualmente com 12 times.

## Formato da competição

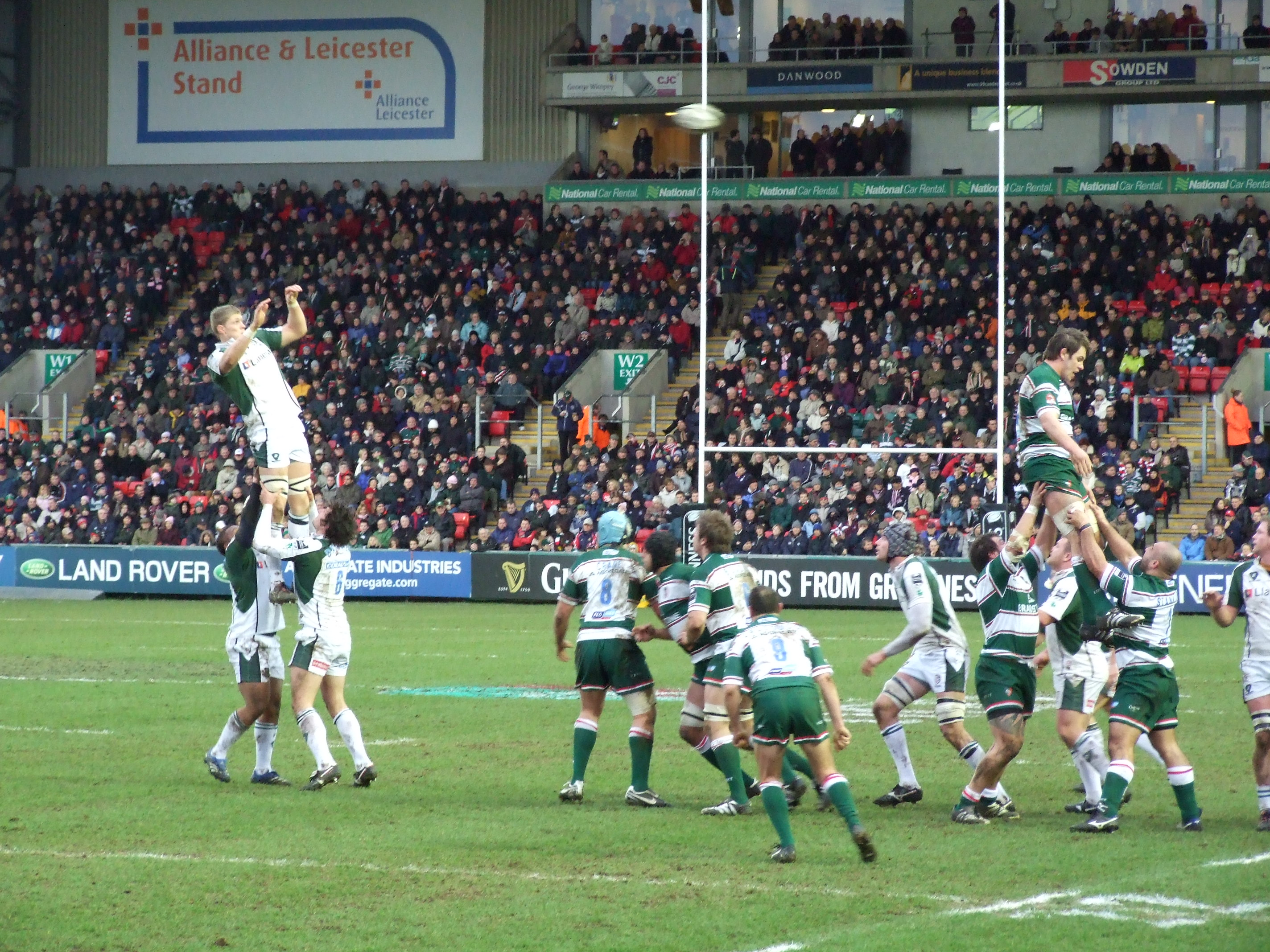
Partida da Guinness Premiership.

A competição é disputada por 12 clubes da Inglaterra. O campeonato começa em meados de setembro e termina em meados de maio do ano seguinte. Na temporada regular todos os clubes se enfrentam em turno e returno totalizando 22 jogos para cada clube, o clube com o pior desempenho na temporada é rebaixado para a RFU Championship, os 6 primeiros colocados são classificados para a Copa Heineken sendo que os 4 primeiros vão para os playoffs semifinais (1º vs 4º e 2º vs 3º) com jogo único na casa do time de melhor campanha e a final também em jogo único, no Twickenham, que define o campeão inglês.

## Times da temporada 2016-2017
| Time               | Estádio            | Capacidade | Cidade       |
| ------------------ | ------------------ | ---------- | ------------ |
| Bath Rugby         | Recreation Ground  | 14,500     | Bath         |
| Bristol Rugby      | Ashton Gate        | 27,000     | Bristol      |
| Exeter Chiefs      | Sandy Park         | 12,500     | Exeter       |
| Gloucester RFC     | Kingsholm Stadium  | 16,500     | Gloucester   |
| Harlequins         | Twickenham Stoop   | 14,816     | Twickenham   |
| Leicester Tigers   | Welford Road       | 25,800     | Leicester    |
| London Wasps       | Ricoh Arena        | 32,609     | High Wycombe |
| Newcastle Falcons  | Kingston Park      | 10,200     | Newcastle    |
| Northampton Saints | Franklin's Gardens | 15,500     | Northampton  |
| Sale Sharks        | AJ Bell Stadium    | 12,000     | Salford      |
| Saracens           | Allianz Park       | 10,000     | Hendon       |
| Worcester Warriors | Sixways Stadium    | 12,024     | Worcester    |

## Campeões
- 1987/1988 - Leicester Tigers
- 1988/1989 - Bath Rugby
- 1989/1990 - Wasps FC
- 1990/1991 - Bath Rugby
- 1991/1992 - Bath Rugby
- 1992/1993 - Bath Rugby
- 1993/1994 - Bath Rugby
- 1994/1995 - Leicester Tigers
- 1995/1996 - Bath Rugby
- 1996/1997 - Wasps FC
- 1997/1998 - Newcastle Falcons
- 1998/1999 - Leicester Tigers
- 1999/2000 - Leicester Tigers
- 2000/2001 - Leicester Tigers
- 2001/2002 - Leicester Tigers
- 2002/2003 - London Wasps
- 2003/2004 - London Wasps
- 2004/2005 - London Wasps
- 2005/2006 - Sale Sharks
- 2006/2007 - Leicester Tigers
- 2007/2008 - London Wasps
- 2008/2009 - Leicester Tigers
- 2009/2010 - Leicester Tigers
- 2010/2011 - Saracens
- 2011/2012 - Harlequins
- 2012/2013 - Leicester Tigers
- 2013/2014 - Northampton Saints
- 2014/2015 - Saracens
- 2015/2016 - Saracens
- 2016/2017 - Exeter Chiefs
- 2017/2018 - Saracens
- 2018/2019 - Saracens

## Finais
| Temporada | Data            | Campeão            | Placar | Vice               | Público |
| --------- | --------------- | ------------------ | ------ | ------------------ | ------- |
| 2000-01   | 13 de maio 2001 | Leicester Tigers   | 22-10  | Bath Rugby         | 33,500  |
| 2001-02   | 8 de junho 2002 | Gloucester RFC     | 28-23  | Bristol            | 28,500  |
| 2002-03   | 31 de maio 2003 | London Wasps       | 39-3   | Gloucester RFC     | 42,000  |
| 2003-04   | 29 de maio 2004 | London Wasps       | 10-6   | Bath Rugby         | 59,500  |
| 2004-05   | 14 de maio 2005 | London Wasps       | 39-14  | Leicester Tigers   | 66,000  |
| 2005-06   | 27 de maio 2006 | Sale Sharks        | 45-20  | Leicester Tigers   | 58,000  |
| 2006-07   | 12 de maio 2007 | Leicester Tigers   | 44-16  | Gloucester RFC     | 59,000  |
| 2007-08   | 31 de maio 2008 | London Wasps       | 26-16  | Leicester Tigers   | 81,600  |
| 2008-09   | 17 de maio 2008 | Leicester Tigers   | 10-9   | London Irish       | 81,601  |
| 2009-10   | 29 de maio 2010 | Leicester Tigers   | 33-27  | Saracens           | 81,600  |
| 2010-11   | 28 de maio 2011 | Saracens           | 22-18  | Leicester Tigers   | 80,016  |
| 2011-12   | 26 de maio 2012 | Harlequins         | 30-23  | Leicester Tigers   | 81,779  |
| 2012-13   | 25 de maio 2013 | Leicester Tigers   | 37-17  | Northampton Saints | 81,703  |
| 2013-14   | 31 de maio 2014 | Northampton Saints | 24-20  | Saracens           | 79,193  |
| 2014-15   | 30 de maio 2015 | Saracens           | 28-16  | Bath Rugby         | 80,589  |
| 2015-16   | 28 de maio 2016 | Saracens           | 28-20  | Exeter Chiefs      | 77,109  |
| 2016-17   | 27 de maio 2017 | Exeter Chiefs      | 23-20  | Wasps              | 79,657  |
| 2017-18   | 26 de maio 2018 | Saracens           | 27-10  | Exeter Chiefs      | 75,128  |
| 2018-19   | 1 de junho 2019 | Saracens           | 37-34  | Exeter Chiefs      | 75,329  |

## Número de Títulos
| Pos. | Equipe                                                                    | N° de Títulos |
| ---- | ------------------------------------------------------------------------- | ------------- |
| 1    | Leicester Tigers                                                          | 10            |
| 2    | London Wasps Bath Rugby                                                   | 6             |
| 3    | Saracens                                                                  | 5             |
| 4    | Newcastle Falcons Harlequins Sale Sharks Northampton Saints Exeter Chiefs | 1             |